# Razočarane gospodinje
Razočarane gospodinje (izvirno Desperate Housewives) je ameriška dramsko-komična TV-serija, ki jo je ustvaril Marc Cherry. Serija se odvija na Ulici glicinij v izmišljenem ameriškem mestu Fairview. Mrtva soseda Mary Alice Young je pripovedovalka serije, skozi katere oči spremljamo zgodbo o skupini žensk, ki se prebijajo skozi običajne življenjske težave, v tem času pa se soočajo s skrivnostmi in zločini,  ki se skrivajo za vrati hiš - na prvi pogled - čudovite predmestne soseske. ABC je poleti 2011 sporočil, da bo osma sezona (2011-12) tudi zadnja sezona serije.
Serijo v Sloveniji predvaja POP TV od 12. septembra 2005.
6. sezono je POP TV-jev izdajatelj, Pro Plus, predvajal na svojem tretjem programu - POP BRIO. Začela se je v sredo, 8. septembra 2010, ob 20:55 in se končala v sredo, 9. februarja 2011.
Z novo, 7. sezono (2010-11) so se Razočarane gospodinje vrnile na POP TV. Sezona se je začela v torek, 30. avgusta 2011, ob 21.05. Končala se je 30. januarja 2012.

## Glavni liki

### 1. Sezona
- Teri Hatcher kot Susan Mayer
- Felicity Huffman kot Lynette Scavo
- Marcia Cross kot Bree Van de Kamp
- Eva Longoria kot Gabrielle Solis
- Nicollette Sheridan kot Edie Britt
- Steven Culp kot Rex Van de Kamp
- Ricardo Antonio Chavira kot Carlos Solis
- Mark Moses kot Paul Young
- Andrea Bowen kot Julie Mayer
- Cody Kasch kot Zach Young
- Jesse Meltcafe kot John Rowland
- Brenda Strong kot Mary Alice Young
- James Denton kot Mike Delfino

### 2. Sezona
- Teri Hatcher kot Susan Mayer
- Felicity Huffman kot Lynette Scavo
- Marcia Cross kot Bree Van de Kamp
- Eva Longoria kot Gabrielle Solis
- Nicollette Sheridan kot Edie Britt
- Alfre Woodard kot Betty Applewhite
- Ricardo Antonio Chavira kot Carlos Solis
- Mark Moses kot Paul Young
- Doug Savant kot Tom Scavo
- Andrea Bowen kot Julie Mayer
- Cody Kasch kot Zach Young
- Richard Burgi kot Karl Mayer
- Brenda Strong kot Mary Alice Young
- James Denton kot Mike Delfino

### 3. Sezona
- Teri Hatcher kot Susan Mayer
- Felicity Huffman kot Lynette Scavo
- Marcia Cross kot Bree Hodge
- Eva Longoria kot Gabrielle Marquez
- Nicollette Sheridan kot Edie Britt
- Ricardo Antonio Chavira kot Carlos Solis
- Kyle MacLachlan kot Orson Hodge
- Doug Savant kot Tom Scavo
- Andrea Bowen kot Julie Mayer
- Brenda Strong kot Mary Alice Young
- James Denton kot Mike Delfino

### 4. Sezona
- Teri Hatcher kot Susan Delfino
- Felicity Huffman kot Lynette Scavo
- Marcia Cross kot Bree Hodge
- Eva Longoria kot Gabrielle Lang/Solis
- Nicollette Sheridan kot Edie Britt
- Ricardo Antonio Chavira kot Carlos Solis
- Doug Savant kot Tom Scavo
- Andrea Bowen kot Julie Mayer
- Kyle MacLachlan kot Orson Hodge
- Dana Delany kot Katherine Mayfair
- Brenda Strong kot Mary Alice Young
- James Denton kot Mike Delfino

### 5. Sezona
- Teri Hatcher kot Susan Mayer
- Felicity Huffman kot Lynette Scavo
- Marcia Cross kot Bree Hodge
- Eva Longoria kot Gabrielle Solis
- Nicollette Sheridan kot Edie Williams
- Ricardo Antonio Chavira kot Carlos Solis
- Doug Savant kot Tom Scavo
- Kyle MacLachlan kot Orson Hodge
- Dana Delany kot Katherine Mayfair
- Neal McDonough kot Dave Williams
- Shawn Pyfrom kot Andrew Van de Kamp
- Brenda Strong kot Mary Alice Young
- James Denton kot Mike Delfino

### 6. Sezona
- Teri Hatcher kot Susan Delfino
- Felicity Huffman kot Lynette Scavo
- Marcia Cross kot Bree Hodge
- Eva Longoria kot Gabrielle Solis
- Ricardo Antonio Chavira kot Carlos Solis
- Doug Savant kot Tom Scavo
- Kyle MacLachlan kot Orson Hodge
- Dana Delany kot Katherine Mayfair
- Drea de Matteo kot Angie Bolen
- Maiara Walsh kot Ana Solis
- Brenda Strong kot Mary Alice Young
- James Denton kot Mike Delfino

### 7. Sezona
- Teri Hatcher kot Susan Delfino
- Felicity Huffman kot Lynette Scavo
- Marcia Cross kot Bree Van de Kamp
- Eva Longoria Parker kot Gabrielle Solis
- Vanessa Williams kot Renee Perry
- Ricardo Antonio Chavira kot Carlos Solis
- Doug Savant kot Tom Scavo
- Mark Moses kot Paul Young
- Kevin Rahm kot Lee McDermott
- Tuc Watkins kot Bob Hunter
- Kathryn Joosten kot Karen McCluskey
- Brenda Strong kot Mary Alice Young
- James Denton kot Mike Delfino

### 8. Sezona
- Teri Hatcher kot Susan Delfino
- Felicity Huffman kot Lynette Scavo
- Marcia Cross kot Bree Van de Kamp
- Eva Longoria Parker kot Gabrielle Solis
- Vanessa Williams kot Renee Perry
- Doug Savant kot Tom Scavo
- Jonathan Cake kot Chuck Vance
- Charles Mesure kot Ben Faulkner
- Madison De La Garza kot Juanita Solis
- Brenda Strong kot Mary Alice Young
- James Denton kot Mike Delfino

## Opisi sezon

### Prva sezona (2004-2005)
V prvi sezoni se predstavijo štirje glavni liki serije: Susan Mayer, Lynette Scavo, Bree Van de Kamp in Gabrielle Solis, skupaj s svojimi družinami in prijatelji na Ulici glicinij. Največja skrivnost prve sezone je nepričakovani samomor Mary Alice Young in vpletenost njenega moža in najstniškega sina v dogodke, ki so pripeljali do njega. Medtem ko skuša Bree rešiti svoj zakon, Lynette stežka najde dovolj časa in energije, ki ju od nje terjajo njeni zahtevni otroci, Susan se z Edie Britt bori za naklonjenost novega soseda Mika Delfina, Gabrielle pa skuša možu Carlosu preprečiti, da bi izvedel za njeno razmerje z njunim mladoletnih vrtnarjem Johnom Rowlandom.

### Druga sezona (2005-2006)
Osrednja skrivnost druge sezone je tista nove sosede Betty Applewhite, ki se je priselila sredi noči. Skozi sezono se Bree spopada z dejstvom, da je vdova, nevedoč se začne sestajati z moškim, ki je zastrupil njenega moža, se bori z alkoholizmom in je nezmožna preprečiti razkol med sabo in sinom, ki se poglobi do skrajnosti. Susanino ljubezensko življenje se še bolj zaplete, saj se njen nekdani mož zaroči z Edie, ki je bila povišana v vlogo pete glavne igralke. Lynette se vrne v oglaševalsko kariero in postane tudi moževa šefica, Gabrielle pa se odloči biti vdana svojemu možu in se začne pripravljati na to, da bo postala mamica. V enem zadnjih prizorov finala sezona Mika z avtom zbije Susanin prijatelj Orson (zobozdravnik), ki bo v naslednji sezoni postal Breein mož.

### Tretja sezona (2006-2007)
V tretji sezoni se Bree poroči z Orsonom Hodgeom, čigar preteklost in vpletenost z nedavno odkritim truplom je glavna skrivnost polovice sezone. Medtem se mora Lynette navaditi, da je pri hiši še en otrok, ko pride prej neznana hči njegovega moža. Med Scavovima pride tudi do trenj, ko želi Tom, Lynettin mož, odpreti picerijo. Gabrielle gre skozi težko ločitev, a končno najde novo ljubezen v podobi novega župana Fairviewa. Edie vidi priložnost, da bi dobila Mika zase, ker ta trpi za amnezijo, Susan pa skoči v objem postavnega Angleža, čigar žena je v komi. Med sezono so na tapeti Ediejini družinski odnosi. Po streljanju v krajevni trgovini dva lika umreta in vsem se za vedno spremeni življenje.

### Četrta sezona (2007-2008)
V ulico se vrne Katherine Mayfair s hčerko Dylan. Skrivnosti okoli njenega prihoda se odvijajo skozi celotno sezono. Z novo sosedo ima nekaj nesporazumov Bree, katera se spopada tudi s hčerkino nosečnostjo. V družini Scavo se Lynette bori z rakom in Tomovo hčerko Kaylo, ki jim povzroči kar nekaj težav. Susan in Mike pričakujeta otroka. Na dan pa pride tudi resnica o njegovi nesreči. Gabrielle spozna, da je lahko najbolj srečna le s Carlosom. Ta v nesreči postane slep a Gaby mu ostane zvesta.

### Peta sezona (2008-2009)
Pet let po četrti sezoni se Edie vrne na Ulico glicinij z možem, ki lovi Mika Delfina, ker misli, da je ta povzročil smrt njegove žene in hčerke. Susan se je prav zaradi te nesreče ločila od Mika, zdaj pa hodi s svojim pleskarjem. Gaby je žalostna, ker je po dveh otrokih postala debela. Bree se spopada z slavo in vplivi te slave, nakar se v njenem zakonu pojavijo številne težave. Lynette pa poskuša nadzorovati svoja najstniška otroka, a na žalost se zgodi veliko neprijetnih dogodkov.

### Šesta sezona (2009-2010
Dva meseca po Ediejini smrti in spopadu med Daveom in Mikeom, se slednji spet poroči s Susan. Njuna poroka pa ima posledice, saj je Katherine, Mikeova bivša zaročenka, ljubosumna na Susan. Bree ima afero s Susaninim bivšim možem, Karlom Mayerjem, Gaby pa se spopada s Carlosovo razvajeno nečakinjo. Lynette skriva nosečnost in se spoprijatelji z morilcem. Skrivnost sezone se vrti okrog Bolenovih, ki so se ravno priselili na ulico.

### Sedma sezona (2010-2011)
Paul se po devetih letih vrne na Ulico glicinij. Susan zdaj živi v stanovanju v mestu, Paul pa v njeni hiši. Bree začne zvezo s svojim mojstrom, Keithom Watsonom. Gaby izve, da so ji zamenjali hčerko ob rojstvu. Lynettina prijateljica se priseli na ulico in s sabo prinese skrivnost.

### Osma sezona (2011-2012)
Po umoru Gabyjinega perverznežega očima ga Susan, Lynette, Gaby, Bree  in Carlos pokopljejo v gozdu. Na ulico se priseli Ben Faulkner, s katerim se poroči Lynettina prijateljica Renee Perry. Bree prevzame krivdo za umor Gabyjinega očima, Lynette gre narazen s Tomom, Susan razjeda krivda glede pokopa Alejandra, Gaby pa se spopada s Carlosovo krivdo.

## Gospodinje
| Ime                              | Epizode          | Leta             |
| -------------------------------- | ---------------- | ---------------- |
| Susan Mayer                      | 1.01 – sedanjost | 2004-sedanjost   |
| Lynette Scavo                    | 1.01 – sedanjost | 2004-sedanjost   |
| Bree Van de Kamp                 | 1.01 – sedanjost | 2004-sedanjost   |
| Gabrielle Solis                  | 1.01 – sedanjost | 2004-sedanjost   |
| Edie Britt                       | 1.01 – 5.23      | 2004-2009        |
| Betty Applewhite                 | 1.22 – 2.24      | 2005-2006        |
| Katherine Mayfair                | 4.01 – 6.18      | 2007-2010        |
| Angie Bolen                      | 6.01 – 6.23      | 2009-2010        |
| Renee Perry                      | 7.01 – sedanjost | 2010 - sedanjost |
| Mary Alice Young (napovedovalka) | 1.01 – sedanjost | 2004-sedanjost   |

### Gospodinje po sezonah
Gospodinje so glavni liki serije Razočarane gospodinje, a so v vsaki sezoni drugačne. Spodaj je seznam gospodinj za vsako sezono. Razvrščene so po pomembnosti njihove zgodbe v sezoni.

#### 1.Sezona
1. Susan Mayer (23/23)

2. Gabrielle Solis (23/23)

3. Bree Van de Kamp (23/23)

4. Lynette Scavo (23/23)

5. Mary Alice Young (23/23)

6. Edie Britt (15/23)

#### 2. Sezona
1. Bree Van de Kamp (24/24)

2. Gabrielle Solis (24/24)

3. Lynette Scavo (24/24)

4. Susan Mayer (24/24)

5. Betty Applewhite (17/24)

6. Edie Britt (18/24)

#### 3. Sezona
1. Bree Hodge  (17/23)

2. Susan Mayer (23/23)

3. Lynette Scavo (23/23)

4. Gabrielle Marquez  (23/23)

5. Edie Britt (23/23)

#### 4. Sezona
1. Susan Delfino (17/17)

2. Gabrielle Lang  (17/17)

3. Lynette Scavo (17/17)

4. Bree Hodge (17/17)

5. Katherine Mayfair (16/17)

6. Edie Britt (15/17)

#### 5. Sezona
1. Susan Mayer (24/24)

2. Lynette Scavo (24/24)

3. Gabrielle Solis (24/24)

4. Bree Hodge (24/24)

5. Edie Williams (21/24)

6. Katherine Mayfair (23/24)

#### 6. Sezona
1. Susan Delfino (23/23)

2. Lynette Scavo (23/23)

3. Bree Hodge (23/23)

4. Gabrielle Solis (23/23)

5. Angie Bolen (20/23)

6. Katherine Mayfair (15/23)

#### 7. Sezona
1. Gabrielle Solis (23/23)

2. Bree Van de Kamp (23/23)

3. Lynette Scavo (23/23)

4. Susan Delfino (23/23)

5. Renee Perry (22/23)

6. Beth Young (17/23)

#### 8. Sezona
1. Gabrielle Solis (23/23)

2. Bree Van de Kamp (23/23̠)

3. Lynette Scavo (23/23)

4. Susan Delfino (23/23)

5. Renee Perry (23/23)

## Skrivnosti
Vsaka sezona ima skrivnost, ki se osredotoča na en določen lik.
| Sezona | Lik               | Opis skrivnosti |
| ------ | ----------------- | --- |
| 1      | Mary Alice Young  | Izsiljevali so jo, ker je umorila mater svojega otroka - Zacha - ki sta ga z možem posvojila. |
| 2      | Betty Applewhite  | Na Ulico glicinij se je priselila po razkritju, da je njen sin moril. Pozneje se je razkrilo, da je moril njen drugi sin. |
| 3      | Orson Hodge       | Orson in njegovi mati sta prišla na Ulico glicinij. Umoril naj bi svojo prvo ženo, potem pa še ljubico. Pozneje se je razkrilo, da je to pravzaprav storila njegova mati. |
| 4      | Katherine Mayfair | Ko je Katherine prišla na Ulico glicinij je njena hči - Dylan - dvomila o njenem starševstvu. Ko je mislila, da je njenega očeta umorila njena mati, je stvar raziskala. Pozneje se je razkrilo, da je živ in da ga je zapustila, potem ko jo je zlorabljal in ko je po nesreči umrla prava Dylan.                                            |
| 5      | Dave Williams     | Edie Britt se je po petih letih vrnila na Ulico glicinij z novim možem Daveom. Edie ni vedela, da je imel Dave skrivni načrt: želel se je maščevati Miku Delfinu, ki naj bi, poo njegovem, zakrivil usodno avtomobilsko nesrečo, v kateri sta umrli njegova pokojna žena in mlada hči. Pozneje se je razkrilo, da je nesrečo zakrivila Susan. |
| 6      | Angie Bolen       | Angie Bolen se s svojo skrivnostno družino preseli na ulico glicinij. Na žalost bežijo red nečim... ali nekom... |
| 7      | Paul Young        | Paul Young se po devetih letih spet priseli na ulico s svojo novo ženo. Na žalost je njegova tašča zdaj maščevalna Felicia Tillman, ki je odločena, da bo maščevala svojo umorjeno sestro. |
| 8      | Alejandro Perez   | Po umoru Gabriellinega pedofilskega očima, ga punce in Carlos, njegov morilec, zakopljejo. Nato morajo punce in Carlos bežati pred roko pravice, ki jih zaradi Breejinega bivšega moža dohiti ob neprimernem trenutku... |

## Pomembnejše nagrade in priznanja
- 7 emmyjev (najboljša igralka v komični seriji, Felicity Huffman za vlogo Lynette Scavo, 2005; najboljši izbor igralcev v komični seriji, 2005; najboljša režija, 2005; najboljša gostujoča igralka, Kathryn Joosten za vlogo ge. McCluskey, 2005; najboljša skladba v uvodni špici, 2005; najboljša montaža slike, 2005; najboljša gostujoča igralka, Kathryn Joosten za vlogo ge. McCluskey, 2008)  in še 26 nominacij
- 4 nagrade Ameriškega igralskega ceha (SAG Awards) (še 4 nominacije)
- 3 zlati globusi (Teri Hatcher za vlogo Susan Mayer, 2004; najboljša serija ali muzikal, 2004 in 2005) (še 10 nominacij)
- 3 nagrade satellite (še 7 nominacij)